# Tương đẳng (hình học)

Một ví dụ về tính tương đẳng. Hai hình bên trái là tương đẳng với nhau trong khi hình thứ ba là đồng dạng với hai hình đầu. Hình cuối cùng thì không tương đẳng hay đồng dạng với các hình còn lại. Chú ý rằng sự tương đẳng chỉ thay đổi một vài đặc tính, ví dụ như vị trí hay định hướng trong khi những đặc tính khác, ví dụ như khoảng cách và góc, là không thay đổi. Và những đặc tính không thay đổi được gọi là bất biến.

Trong hình học, hai hình hay hai được gọi là tương đẳng (bằng nhau) nếu chúng có cùng hình dáng và kích cỡ. Nói một cách hàn lâm hơn, hai tập hợp các điểm được gọi là tương đẳng nếu khi và chỉ khi một hình được chuyển đổi sang hình khác bằng một phép đẳng cự, một sự kết hợp của phép tịnh tiến, xoay vòng và đối xứng. Có nghĩa là một hình được sắp đặt lại và phản chiếu (nhưng không thay đổi kích thước) để trùng khớp y hệt với hình cũ. Hai đoạn thẳng được gọi là tương đẳng nếu chúng có cùng chiều dài.
Khái niệm đồng dạng cũng được áp dụng nếu hai tam giác khác biệt về kích cỡ nhưng không khác biệt về hình dáng.

### Tương đẳng của hình tam giác
Hai tam giác được coi là tương đẳng nếu các cạnh tương ứng có cùng kích thước và các góc tương ứng có cùng số đo độ.
Nếu tam giác ABC tương đẳng với tam giác DEF, mối quan hệ giữa chúng có thể được viết theo dạng toán học như sau:
{\displaystyle \triangle \mathrm {ABC} \cong \triangle \mathrm {DEF} }
Trong nhiều trường hợp, chỉ cần tìm ra được sự bằng nhau của ba phần tương ứng là có thể suy luận ra tính tương đẳng của hai hình tam giác.

### Quyết định tính tương đẳng
Bằng chứng để kết luận tính tương đẳng của hai hình tam giác trong không gian Euclid có thể được rút ra thông qua các phép so sánh dưới đây:
- c.g.c (cạnh-góc-cạnh): nếu hai cặp cạnh của một tam giác có độ dài bằng nhau và góc ở giữa của chúng cũng có số đo độ bằng nhau, thì hai tam giác đó là tương đẳng.
- c.c.c (cạnh-cạnh-cạnh): nếu ba cặp cạnh của hai tam giác có độ dài bằng nhau, hai tam giác đó là tương đẳng.
- g.c.g (góc-cạnh-góc): Nếu hai cặp góc của hai tam giác có số đo độ bằng nhau và cạnh ở giữa của chúng có chiều dài bằng nhau, thì hai tam giác là tương đẳng.
- g.g (góc-góc): Nếu hai góc của hai tam giác có số đo độ bằng nhau thì hai tam giác đó tương đẳng.
- g.g.c (góc-góc-cạnh): Nếu hai cặp góc của hai tam giác có số đo độ bằng nhau và một cặp cạnh tương ứng không phải ở giữa chúng có độ dài bằng nhau, thì hai tam giác là tương đẳng.
- ch-cgv (cạnh huyền-cạnh góc vuông): Nếu hai tam giác vuông có cạnh huyền bằng nhau và một cặp cạnh góc vuông bằng nhau, hai tam giác đó là tương đẳng.
- ch-gn (cạnh huyền-góc nhọn): Nếu hai tam giác vuông có cạnh huyền bằng nhau và một cặp góc tương ứng bằng nhau, hai tam giác đó là tương đẳng.